# Meeker County
Meeker County är ett administrativt område i delstaten Minnesota i USA. År 2010 hade county 23 300 invånare. Den administrativa huvudorten (county seat) är Litchfield.

## Politik
Meeker County tenderar att rösta republikanskt. Republikanernas kandidat har vunnit countyt i samtliga presidentval under 2000-talet. I valet 2016 vann republikanernas kandidat med 66 procent mot 26 för demokraternas kandidat, vilket är den största segern i countyt för en kandidat sedan valet 1952.

## Geografi
Enligt United States Census Bureau har countyt en total area på 1 671 km². 1 576 km² av den arean är land och 95 km² är vatten.

### Angränsande countyn
- Stearns County - norr
- Wright County - öst
- McLeod County - sydost
- Renville County - sydväst
- Kandiyohi County - väst

### Orter
- Cedar Mills
- Cosmos
- Darwin
- Dassel
- Eden Valley (delvis i Stearns County)
- Grove City
- Kingston
- Litchfield (huvudort)
- Watkins